# 冷新生
冷新生（1964年10月—），男，汉族，江西奉新人，中华人民共和国政治人物。江西大学法学专业毕业。

## 生平
1985年1月加入中国共产党。1986年7月，从江西大学毕业后，任中共宜春地委党校教师。1990年3月，任党校理论教研室副主任。
1991年1月，进入中共宜春地委组织部，任干部。1993年9月，任组织员办副科级组织员（1991年1月—1994年1月，挂职任高安县龙潭乡党委副书记兼南炉村党支部副书记）。1994年8月，任组织员办正科级组织员。1997年1月，任干教(知工)科副科长。1998年1月，任干教(知工)科科长。
2000年5月，任中共樟树市山前乡党委书记。2000年8月，任中共丰城市袁渡镇党委书记。2001年5月，任中共丰城市委常委、常务副市长。2002年3月，任中共丰城市委副书记、市长。2005年6月，任中共丰城市委书记。2006年11月，任中共宜春市委常委、丰城市委书记。2011年5月，任中共宜春市委常委。2011年8月，任中共赣州市委副书记，市政府副市长、代市长、党组书记（9月当选市长）。2016年9月，不再担任中共赣州市委副书记。10月，任江西省工信委党组书记，提名为主任人选。次年1月，被免去江西省工信委党组书记，不再提名为主任人选。
2013年，当选第十二届全国人民代表大会江西地区代表。

## 落马
2017年2月20日，江西省纪委发布消息，江西省工信委原党组书记、赣州市原市长冷新生涉嫌严重违纪，目前正接受组织调查。